# Jacob Devers
Generaal Jacob "Jake" Loucks Devers (York, 8 september 1887 – Washington D.C., 15 oktober 1979) was een Amerikaanse officier. Hij was commandant van de 6th Army Group in Europa tijdens de Tweede Wereldoorlog. Hij was de eerste Amerikaanse officier die na D-Day de Rijn bereikte.

## Biografie
Devers werd geboren in York in Pennsylvania. Hij studeerde in 1909 af aan de United States Military Academy. Klasgenoten van Devers waren George S. Patton, John C.H. Lee, Robert L. Eichelberger, Edwin F. Harding en William H. Simpson. Tussen beide wereldoorlogen besteedde Devers de meeste tijd aan de tactische en technische verbetering van de Field Artillery.
Na de uitbraak van de Tweede Wereldoorlog in Europa diende Devers in Panama. Daarna voerde hij van 15 november 1940 tot 15 juli 1941 het bevel over de 9th Infantry Division in Fort Bragg, North Carolina. Op 14 augustus 1941 werd Devers de jongste generaal-majoor bij het Amerikaanse landleger en werd gestationeerd in Fort Knox in Kentucky tot hoofd van de Armored Forces. Tijdens zijn commando groeide Fort Knox van twee pantserdivisies tot 16 divisies en 63 aparte tankbataljons. In mei 1943 werd Devers benoemd tot algemeen commandant van de U.S. Army-troepen in Europa. Vanuit Londen organiseerde en trainde hij vele divisies voor Operatie Overlord.
In juli 1944 ontving Devers uiteindelijk een gevechtscommando, namelijk de 6th Army Group. Met zijn twaalf Amerikaanse en elf Franse divisies veegde Devers de Elzas schoon, verkleinde de Zak van Colmar, stak de Rijn over en accepteerde op 6 mei 1945 de Duitse overgave in West-Oostenrijk.
Devers werd in mei 1940 bevorderd tot brigadier-generaal, in oktober 1940 tot generaal-majoor, in september 1942 tot luitenant-generaal en op 8 maart 1945 tot generaal. Hij ging op 30 september 1949 met pensioen. Hij stierf in Washington D.C. op 15 oktober 1979 en werd begraven op Arlington National Cemetery.

## Militaire loopbaan
- Second Lieutenant, United States Army: juni 1909
- First Lieutenant, United States Army: april 1916
- Captain, United States Army: mei 1917
- Major, United States Army: juli 1919
- Lieutenant Colonel, United States Army: februari 1934
- Colonel, United States Army: juli 1938
- Brigadier General, United States Army: mei 1940
- Major General, United States Army: 14 augustus 1941
- Lieutenant General, United States Army: september 1942
- General, United States Army: 8 maart 1945

## Decoraties
- Army Distinguished Service Medal met 2 Eikenloof clusters[2]
- Navy Distinguished Service Medal[2]
- Bronze Star[3]
- Overwinningsmedaille (Verenigde Staten)[4]
- Army of Occupation of Germany Medal[4]
- American Defense Service Medal[4]
- American Campaign Medal[4]
- European–African–Middle Eastern Campaign Medal met 5 Service stars[4]
- World War II Victory Medal[4]
- Army of Occupation Medal met gesp "Duitsland"[4]
- Grootofficier in de Orde van de Bevrijder San Martin[5]
- Commandeur in de Leopoldsorde[3]
- Oorlogskruis (België) met Palm[3]
- Grootkruis in de Orde van Militaire Verdienste[3]
- Grootkruis in de Orde van de Nijl[3]
- Grootofficier in het Legioen van Eer[3]
- Oorlogskruis 1939 - 1945 met Palm[3]
- Ridder Commandeur in de Orde van het Bad[3]
- Orde van Militaire Verdienste (Mexico), 1e Klasse[3]
- Virtuti Militari, 4e Klasse - Zilveren kruis[3]